# Al-Samh ibn Malik al-Khawlani
al-Samḥ ibn Mālik al-Khawlānī (in arabo السمح بن مالك الخولاني‎?; ... – Tolosa, 10 giugno 721) fu Wālī di al-Andalus dal 719 al 721.

## Origine
Il Diccionario biográfico español, Real Academia de la Historia, riporta che al-Samḥ era figlio di Mālik al-Khawlānī, di cui non si conoscono gli ascendenti, come conferma anche la Histoire de la conquête de l'Espagne par les Musulmans.

La penisola iberica, nel 719, dopo la conquista della Gotia da parte di al-Samḥ ibn Mālik al-Khawlānī

## Biografia
Nella primavera del 719 al-Ḥurr, che si era contraddistinto per una politica assai dura verso i suoi sudditi, fu sostituito dal nuovo wālī, al-Samḥ b. Mālik al-Khawlānī, arrivato da Damasco, dopo aver ricevuto la nomina dal nuovo wālī di Ifriqiya, Ismāʿīl b. ʿAbd Allāh b. Abī l-Muhājir, approvata dal califfo omayyade ʿUmar ibn ʿAbd al-ʿAzīz (717-720); anzi, secondo Spagna musulmana e Portogallo, al-Samḥ era stato designato direttamente dal califfo ʿOmar II, nel 718.

Il mandato di al-Samḥ era di redistribuire le forze musulmane nella penisola iberica e di comunicare a Damasco, la esatta situazione delle sue forze e delle città sotto il loro dominio.

Anche gli Ajbar Machmuâ: crónica anónima riportano la designazione di al-Samḥ e ricordano che fece ricostruire nella capitale, Cordova e il ponte sul Guadalquivir, come riporta anche la Histoire de l'Afrique et de l'Espagne.
Secondo una leggenda, nel 718 Pelagio avrebbe guidato una prima rivolta per vendicare la violenza fatta dal governatore Munuza a sua sorella, Ormesinda, e come narra la Cronaca di Alfonso III continuava ad incitare alla rivolta, che al-Samḥ ibn Mālik al-Khawlānī, secondo EL FIN DE LOS VISIGODOS, non prese in seria considerazione.
Secondo La dinámica política, a metà del 719, al-Samḥ attraversò i Pirenei (già attraversati al-Ḥurr ibn ʿAbd al-Raḥmān al-Thaqafī) e portò a termine la conquista della Settimania.

Infine attaccò Narbona che resistette. Il wālī passò l'inverno in Settimania, e, nel 720, i musulmani del Wālī di al-Andalus, al-Samḥ ibn Mālik al-Khawlānī, posero l'assedio a Narbona, che in quello stesso anno fu occupata dai Mori. Tutti i difensori furono passati per le armi, mentre le donne ed i bambini furono inviati in al-Andalus e posta una guarnigione nella città, Narbona divenne la base delle successive operazioni militari.
Tra il 720 ed il 721, anche il resto della Settimania fu completamente sottomessa dai Mori e il Wālī di al-Andalus, al-Samḥ ibn Mālik al-Khawlānī, entrò in territorio franco, dove perse la vita, nell'assedio di Tolosa.

Nel 721, al-Samḥ partì da Narbona con destinazione Carcassonne (anche negli Annales Francorum Ludovici Dufour sono confermate le sue diverse invasioni della Gallia). Ma, alla vista delle sue possenti mura, passò oltre, invadendo l'Aquitania; quindi si diresse su Tolosa, a cui pose l'assedio, ma all'improvviso piombò sugli assedianti il duca Oddone d'Aquitania, con le sue truppe ed i cavalieri di Neustria, che il 9 giugno 721 (Battaglia di Tolosa) sbaragliò l'esercito di al-Samḥ che nel combattimento perse la vita, come riporta lo storico C.H. Becker. 

I saraceni si diedero alla fuga e molti di loro morirono, liberando così l'Aquitania dall'occupazione musulmana.
I soldati, alla morte di al-Samḥ, proclamarono sul campo di battaglia stesso il nuovo Wālī di al-Andalus: il generale ʿAbd al-Raḥmān ibn ʿAbd Allāh al-Ghāfiqī.

### Fonti primarie
- (LA)  Monumenta Germaniae historica, tomus I:  Chronicon Moissiacensis.
- (LA)  Rerum Gallicarum et Francicarum Scriptores, tomus tertius.
- (FR)  Histoire de la conquête de l'Espagne par les Musulmans
- (FR)  #ES Histoire de l'Afrique et de l'Espagne
- (ES)  Ajbar Machmuâ: crónica anónima
- (EN)  muslim spain and portugal

### Letteratura storiografica
- C.H. Becker, L'espansione dei saraceni in Africa e in Europa, in Storia del mondo medievale, vol. II, Garzanti, 1999,  pp. 70-96.
- (ES)  #ES EL FIN DE LOS VISIGODOS
- (ES)  La dinámica política
- (LA)  #ES Cronica Alfonso III.